# Spoorlijn Mézy - Romilly-sur-Seine
De Spoorlijn Mézy - Romilly-sur-Seine is een Franse spoorlijn van Mézy naar Romilly-sur-Seine. De gedeeltelijk opgebroken lijn was in totaal 78,7 km lang en heeft als lijnnummer 004 000.

## Aansluitingen
In de volgende plaatsen is of was er een aansluiting op de volgende spoorlijnen:
Mézy
RFN 070 000, spoorlijn tussen Noisy-le-Sec en Strasbourg-Ville
Esternay
RFN 002 000, spoorlijn tussen Gretz-Armainvilliers en Sézanne
RFN 003 000, spoorlijn tussen Longueville en Esternay
Romilly-sur-Seine
RFN 001 000, spoorlijn tussen Paris-Est en Mulhouse-Ville
RFN 004 306, raccordement van Romilly-sur-Seine
RFN 010 000, spoorlijn tussen Oiry-Mareuil en Romilly-sur-Seine

## Galerij

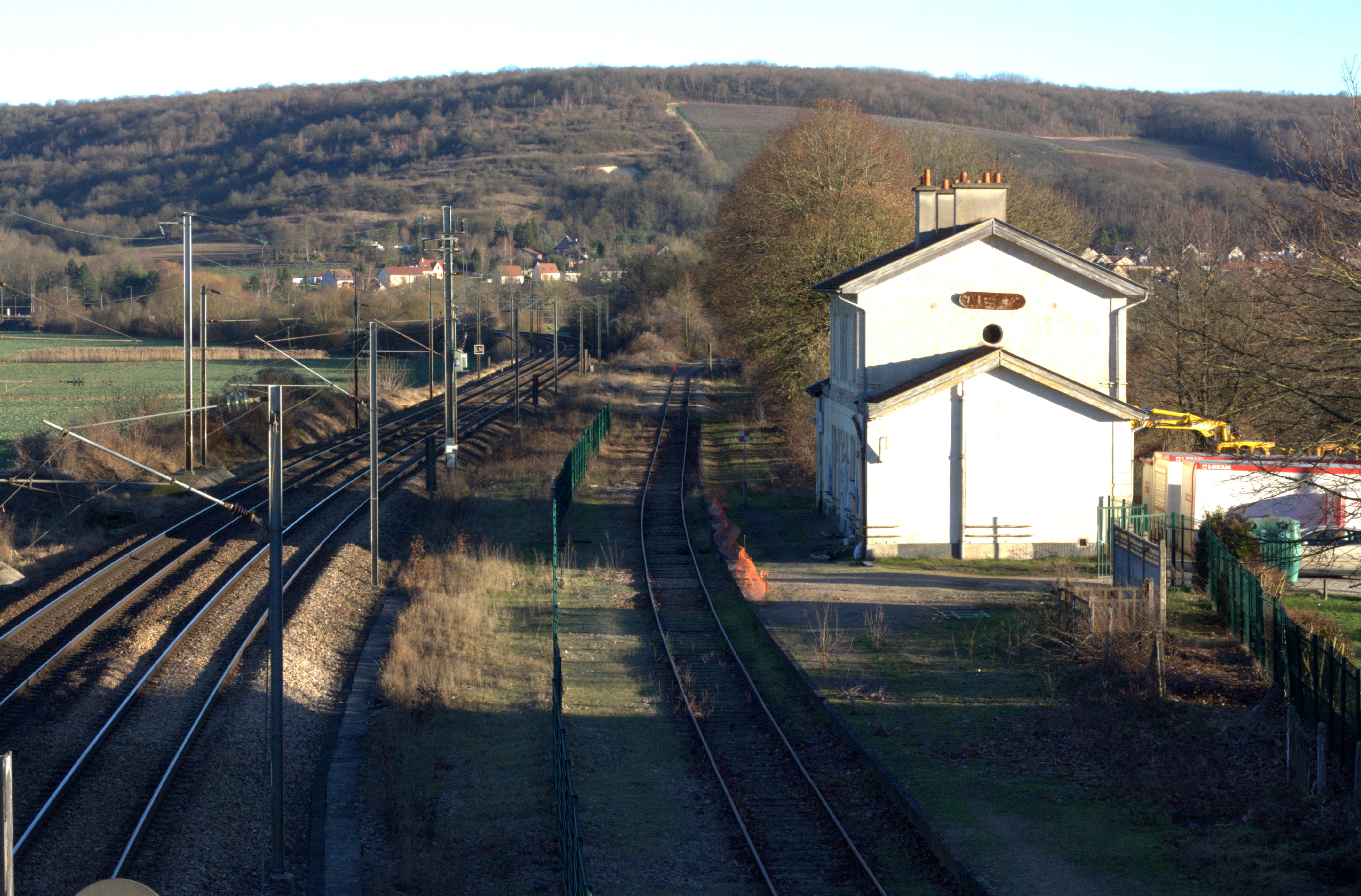
Station Mézy
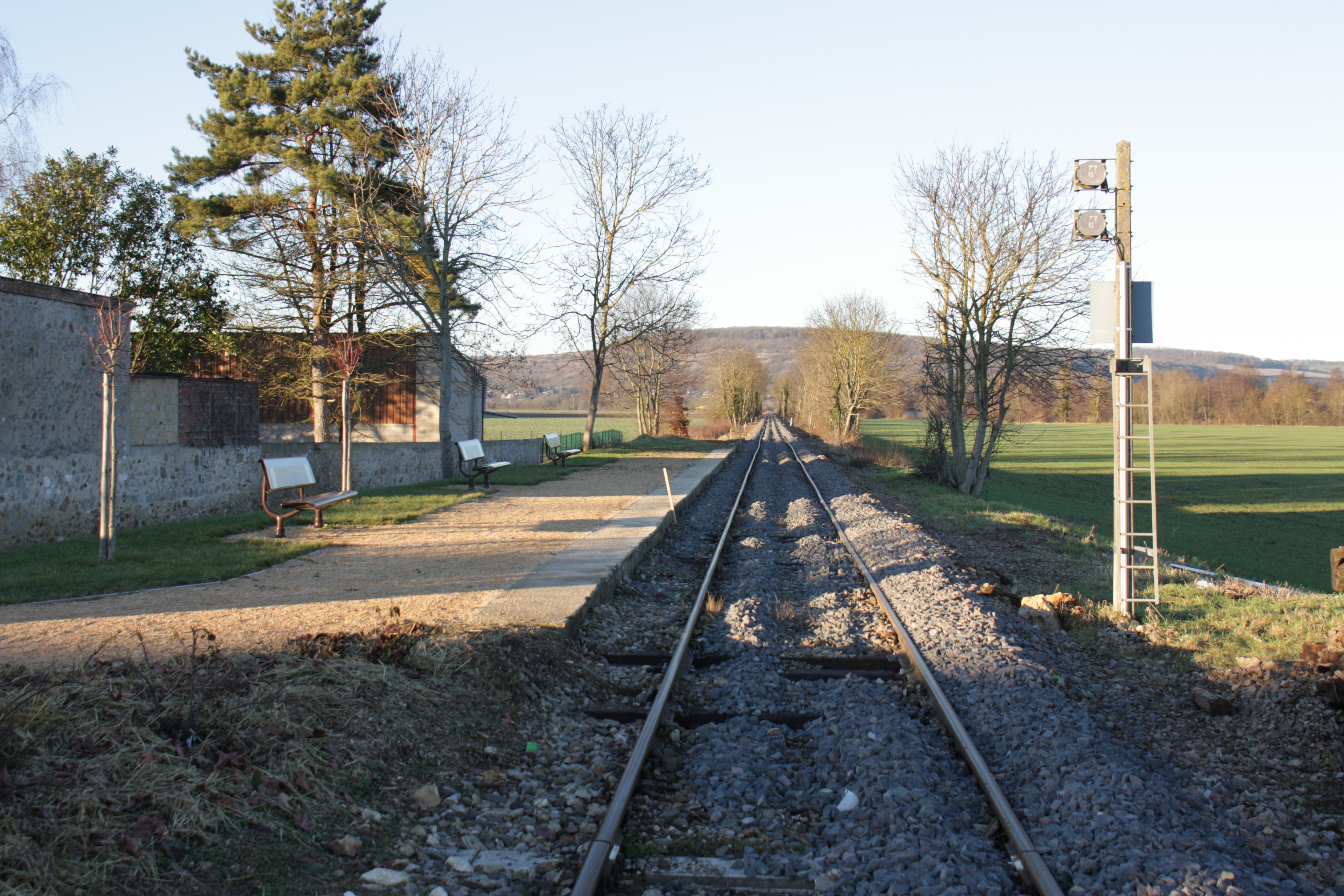
Station Crézancy